# Александар Ђорђевић (редитељ)
Александар Аца Ђорђевић (Суботица, 28. јул 1924 — Београд, 27. април 2005) био је српски позоришни, филмски и телевизијски редитељ.

## Биографија
Завршио је Позоришну академију у Београду, у класи професора Хуга Клајна 1952. године.
После стицања редитељског искуства у Народном позоришту у Нишу где је радио од 1952. до 1961, када прелази да ради у Телевизији Београд у сталном ангажману до 1990. године.
Режирао је драме бројних аутора: Данила Киша, Александра Поповића, Гордана Михића, Душка Радовића, Бране Црнчевића, Синише Ковачевића, Миодрага Станисављевића и других писаца.
Преминуо је 27. априла 2005. године у Београду. Сахрањен је 1. маја 2005. године у Алеји заслужних грађана на  Новом гробљу у Београду.

## Награде
- Октобарска награда, 1984.
- Прва награда на Холивудском ТВ фестивалу 1972. за телевизијски филм Чеп који не пропушта воду
- Награда за животно дело РТБ 1978. године.

## Филмографија

### Филмови
- 1967. — Арсеник и старе чипке
- 1974. — Отписани
- 1976. — Повратак отписаних
- 1978. — Стићи пре свитања
- 1980. — Авантуре Боривоја Шурдиловића
- 1981. — Краљевски воз
- 1982. — Мачор на усијаном лименом крову
- 1984. — Јагуаров скок
- 1987. — Хајде да се волимо
- 1988. — Тесна кожа 3
- 1989. — Балкан експрес 2
- 2000. — Тајна породичног блага
- 2000. — А сад адио
- 2001. — Лола

### ТВ серије
- 1970. — Леваци
- 1972. — Мајстори
- 1974. — Отписани
- 1978. — Повратак отписаних (ТВ серија)
- 1980. — Врућ ветар
- 1987. — Бољи живот
- 1989. — Балкан експрес
- 1990. — У име закона
- 1993. — Срећни људи
- 1995. — Срећни људи
- 1998. — Породично благо
- 2001. — Породично благо
- 2002. — Деца филма